# Catherine Douglas, Duchess of Queensberry

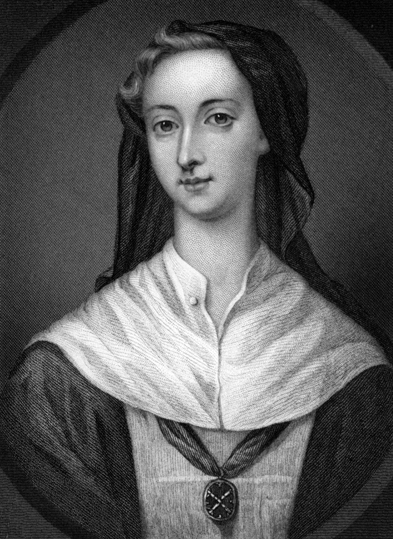
Catherine Douglas, Duchess of Queensberry

Catherine Douglas, Duchess of Queensberry (geborene Lady Catherine Hyde, * 1701; † 17. Juli 1777 in London) war eine prominente britische Adlige.

## Leben
Catherine, Kitty gerufen, war die jüngere Tochter des Henry Hyde, 4. Earl of Clarendon (1672–1753) aus dessen Ehe mit Jane Leveson-Gower (1669–1725). Als Tochter eines Earls führte sie ab 1723 das Höflichkeitsprädikat Lady.
Sie heiratete am 17. März 1720 Charles Douglas, 3. Duke of Queensberry (um 1698–1778) aus dem schottischen Clan Douglas. Als dessen Gattin führte sie den Höflichkeitstitel Duchess of Queensberry. Das Paar bekam zwei Söhne, die jedoch beide vor ihren Eltern starben:
- Henry Douglas, Earl of Drumlanrig (1722–1754);
- Charles Douglas, Earl of Drumlanrig (1726–1756).

Die Familie lebte zumeist im Douglas House in Petersham im Londoner Südwesten. Ihr Domizil in Schottland war das Queensberry House in der östlichen Edinburgher Altstadt, sowie der Familiensitz Drumlanrig Castle bei Thornhill.
Der Duke und besonders die Duchess waren stadtbekannte Londoner Kunstmäzene. In ihrem Hause verkehrten unter anderen die Autoren John Gay, William Congreve, James Thompson, Alexander Pope, Matthew Prior, und William Whitehead (1715–1785).
Als Colley Cibber vom Londoner Theatre Royal Drury Lane im Jahr 1727 aus Furcht vor der Zensur Gays Bettleroper zurückwies, ließ das Catherine Douglas nicht auf sich beruhen, sondern legte sich in der Sache sogar mit dem Königshaus an. Natürlich zog die Duchess zunächst den Kürzeren. Nachdem allerdings John Rich von den beiden Mäzenen pekuniär unterstützt wurde, konnte die Ballad Opera am 29. Januar 1728 am Lincoln’s Inn Fields Theatre über die Bühne gehen. Auch danach unterstützen Catherine und Charles Douglas den Autor; nahmen den verarmten John Gay in ihrem Haus auf.
Catherine starb 1777 und wurde in der Familiengruft der Dukes of Queensberry in Durisdeer beigesetzt.

## Werk (Auswahl)
- A proper reply to a late very extraordinary letter from the Hon. T----s H----y, Esq., to Sir Thomas Hanmer, Bart. London 1742 ( T----s H----y = Thomas Hervey (1699–1775))